# Autogas
Autogas er betegnelsen for Liquified Petroleum Gas (LPG), når det benyttes i forbrændingsmotorer. Gassen består hovedsageligt af propan (C3H8) og butan (C4H10). I Nederlandene er forholdet mellem propan og butan om vinteren 50/50–70/30 og om sommeren 40/60–70/30. I Sverige er fordelingen 96/4 hele året. En høj andel af propan er god i kolde områder, men i varme områder er en høj andel af butan at foretrække. I Grækenland er fordelingen f.eks. 20/80.

## Fremstilling
Autogas er et biprodukt af olieraffinering, men gassen forekommer også i Natural Gas Liquids (NGL) fraktioneringsinstallationer. Autogas kan lagres og færdes under tryk eller nedkøling. I så fald er autogas flydende. Under normale atmosfæriske omstændigheder er gassen i gasform.

## Fordele og ulemper
Et typisk kendetegn for den garanteret bly- og svovlfri autogas er brændstoffets høje oktantal: 103–104,5 RON (Research Octane Number) ved en sammensætning på 50/50. Et andet kendetegn er autogassens tab af nogle procent effekt i forhold til benzin. Derudover er autogas et rent brændstof, som desuden blander sig bedre end benzin med forbrændingsluften i motoren. Denne gode blanding fører til renere udstødningsgasser. De kemiske forureninger som kommer ud i luften er letflytige og danner ikke røg. Autogas giver cirka 10 til 20 procent lavere fossil-CO2-udslip end benzin. Udslippet af sod er lig nul, og sammenlignet med dieselmotorer er udslippet af kvælstof væsentligt lavere. Kulilteindholdet i udstødningsgassen er kun 0,1 volumenprocent.
En autogasmotor forurener betydeligt mindre indvendigt end en benzin- eller dieselmotor takket være at gassen er tør. Motorolien bliver renere og fortyndes ikke, og udstødningssystemet holder længere. Desuden går motoren bedre og mere stille end på benzin.
Autogas er tungere end luft og kan derfor ophobes ved en lækage i lagringen i lavtliggende områder. En gastæt autogasinstallation og en god luftventilation er derfor vigtige forudsætninger for en ansvarsfuld brug af autogas.

## Installation
I korte træk består autogasinstallationen i en gasbil af måle- og reguleringsapparater, for at motoren skal kunne tage hånd om gassen samt en cylindrisk tank som kan modstå meget store kræfter. Installationen selv videreudvikles fortløbende. Samarbejdet mellem Siemens og autogassystemsfabrikanten Vialle viser, at der findes et behov for udviklingen. Begge firmaer har siden 1999 satset på totalt integrerede autogassystemsløsninger.
Efterspørgslen på nye biler som kan køres på autogas stiger inden for Europa. Her handler det om biler som kan køres på både benzin og autogas. Dette indebærer ikke at ældre biler skal nægtes autogas. Tværtimod. Men jo mindre motoren har kørt på benzin, desto lettere bliver overgangen til autogas. Et tilpasset topstykke med hårdere ventilsæder kan lette overgangen.